# Fuirena gracilis
Fuirena gracilis är en halvgräsart som beskrevs av Carl Sigismund Kunth. Fuirena gracilis ingår i släktet Fuirena och familjen halvgräs. Inga underarter finns listade i Catalogue of Life.